# Virgin Records
Virgin Records es una compañía discográfica británica fundada por el empresario Richard Branson, Simon Draper y Nik Powell en 1972, después de un periodo en el que vendían álbumes musicales con descuento a través de su pequeña tienda situada en Londres. 
La compañía creció hasta convertirse en un fenómeno musical mundial incluyendo artistas de distintos géneros en su catálogo como Roy Orbison, Devo, Genesis, Keith Richards, Janet Jackson, Culture Club, Simple Minds, Lenny Kravitz, The Smashing Pumpkins, Mike Oldfield, Tangerine Dream, Jamie T, Avicii o Queen.
En 1992 Virgin fue vendida a la multinacional EMI. Su filial estadounidense fue fusionada con Capitol Records en 2007 para crear Capitol Music Group. Finalmente el sello fue adquirido por Universal Music Group en 2012.

## Historia
El nombre Virgin, según Branson (en su autobiografía), proviene de un colega suyo cuando estaban haciendo un brainstorming sobre ideas de negocio. Le propuso Virgin debido a su significado (traducido del inglés significa virgen), asociándolo con el hecho que eran todos nuevos en el negocio. El icónico logotipo de la compañía fue creado por un diseñador gráfico que encontraron haciendo el esbozo en una servilleta de papel. Nunca lo despidieron y usaron esa imagen dibujada en la servilleta.
El primer álbum editado por Virgin en 1973 fue Tubular Bells, obra de rock progresivo del músico Mike Oldfield, que resultó ser un enorme éxito comercial y se utilizó como banda sonora de la película El Exorcista de William Friedkin. Más tarde el grupo Genesis grabó varios álbumes en la empresa. En 1977 firmaron con los Sex Pistols, quienes le dieron a Virgin fama, polémica y reconocimiento. Posteriormente firmaron con grupos como The Human League, Culture Club, Simple Minds, Oomph! y otros.

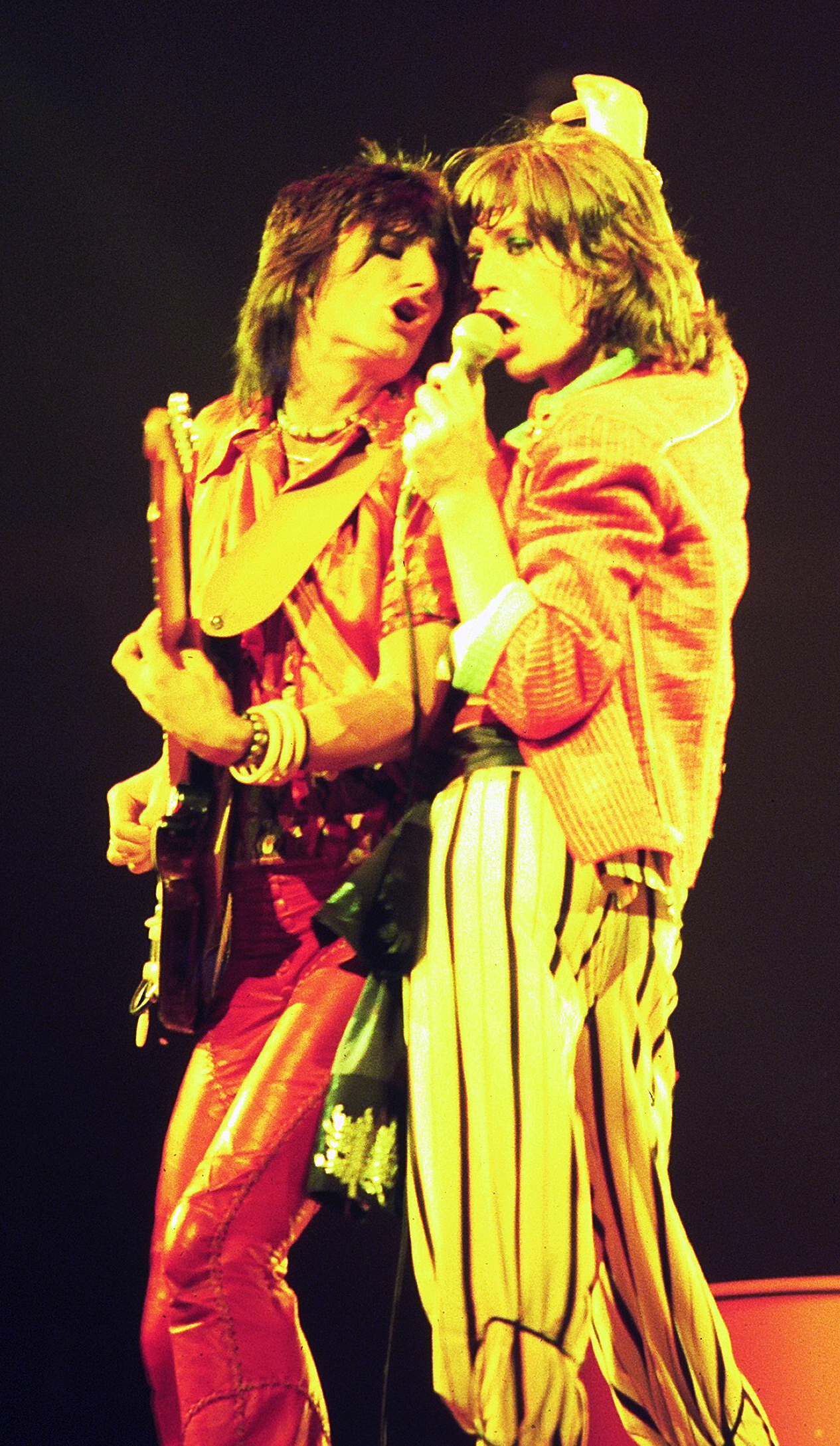
Ronnie Wood y Mick Jagger durante un concierto en Chicago, parte de la gira Tour of the Americas de 1975.

En 1987 Virgin Records abre su filial Estadounidense Virgin Records America. Tras un acuerdo con Atlantic Records, los discos de Virgin Records America son distribuidos por el grupo Warner Music Group hasta el año 1992. 
Ese mismo año Richard Branson vende la matriz Virgin Records a la empresa EMI-Odeon por 550 millones de libras (aproximadamente 1000 millones de dólares). Posteriormente Branson creó una nueva discográfica competencia de Virgin: V2 Records. La razón aducida históricamente por la que Branson vendió Virgin Records fue por la necesidad de ampliar el negocio de la aerolínea Virgin Atlantic Airways o iría a la bancarrota.
Después de haber sido adquirido por EMI, Virgin empieza una serie de cambios, como la creación de suboficinas como Real World Studios, Innocent Records, Point Blank Records-especializado en blues- y Hut Records. Continuó firmando contratos y ampliando su catálogo de artistas como Grizfolk, 30 Seconds to Mars, Britney Spears, Beenie Man, Bastille, Blue, KoЯn, The Rolling Stones, The Smashing Pumpkins, We Are Scientists, The Kooks, Bubba Sparxxx, Sharissa, Bossman, Purple Ribbon All-Stars, Janet Jackson, The Chemical Brothers, Shapeshifters, Amaral, Juliet Richardson, Spice Girls, Paula Abdul, Thalía, Daft Punk, Stereophonics, Jamie T o Queen.